# Chapado de oro (ingeniería de software)
El Chapado de Oro, baño de oro o Gold plating en ingeniería de software, se refiere a la adición de funcionalidades a un producto por parte del realizador sin que medie una solicitud expresa por parte de los interesados. Involucra el trabajo invertido en un proyecto, cuando se ha pasado el umbral que determina si un esfuerzo considerable logra adicionar valor (o funcionalidad) al proyecto.
Antes o después de cumplir los requerimientos, algunos realizadores de software invierten recursos (representados en tiempo) para "mejorar el producto" pensando en una supuesta respuesta positiva por parte de los interesados aunque estos no hayan solicitado explícitamente tales cambios o mejoras. Dada la incertidumbre acerca de la respuesta de los interesados todo el esfuerzo puede ser inútil.
El Chapado de Oro es considerada una práctica no óptima por diferentes métodos tales como el:  PMBoK y Prince 2. En estos contextos, el Chapado de Oro hace referencia a la adición de características no consideradas en el Alcance del Proyecto(PMBoK) o en los casos del negocio(Prince2), en cualquier punto del proyecto. Esto introduce fuentes de riesgos -por ejemplo: pruebas adicionales, mayor documentación, aumento de costos, desplazamiento de cronogramas, etc. En general, debe evitarse el chapado de oro y gestionarse los cambios de manera formal para poder prever el impacto de los cambios en todas las áreas del proyecto.

## Desventajas
El "baño de oro" de los proyectos tecnológicos trae como desventajas:
- Aumento innecesario de los requerimientos.
- Indicador de escasa comunicación del equipo de desarrollo con los interesados.
- Incremento del uso de recursos para el desarrollo lo que disminuye la eficiencia del proyecto.
- Aumento de los riesgos.
- Desenfoque de los requerimientos priorizados por parte de los interesados.

En general, se considera el chapado de oro una técnica utilizada cuando se carece de una correcta planificación de proyectos o cuando se quiere ocultar una falla en la calidad del producto.